# Gran City Pop
Gran City Pop es el noveno álbum de estudio de la cantante mexicana Paulina Rubio, publicado por Universal Music Latino el 23 de junio de 2009. Con una producción ejecutiva a cargo de la misma cantante y Cachorro López, el álbum presenta una amplia paleta estilística del género pop, que se combina con elementos de ranchera, hip-hop, eurodisco y arena rock, cuya fórmula generó una respuesta positiva por parte de la crítica musical. Obtuvo una nominación a los premios Grammy de 2010 en la categoría de Mejor Álbum de Pop Latino. Hasta junio de 2011, el álbum vendió más de un millón de copias en todo el mundo.

## Información del álbum
En 2008, Paulina Rubio comenzó a trabajar nuevamente con el productor musical argentino Cachorro López, quien se desempeñó como productor ejecutivo de su anterior álbum Ananda (2006). Los dos colaboraron con varios productores y escritores su noveno álbum de estudio, incluidos Lester Méndez, Mario Domm, Noel Schajris, Gianmarco y Fernando Osorio. También volvió a colaborar con el compositor colombiano Estéfano, después de seis años de trabajar en conjunto; además otros compositores y productores con los que colaboró anteriormente como Coti, Chris Rodríguez y Fernando Montesinos.
Gran City Pop recibió críticas aclamadas de los críticos de música, muchos de los cuales lo felicitaron como un retorno musical de sonidos frescos, y recibió una nominación al Grammy al Mejor Álbum de Pop Latino. En México, el álbum alcanzó el puesto número dos en la lista de álbumes mexicanos y fue certificado disco de oro por la Asociación Mexicana de Productores de Fonogramas y Videogramas (AMPROFON). En los Estados Unidos, el álbum debutó en el número cuarenta y cuatro en el Billboard 200, con ventas en la primera semana de más de 9.400 copias, mientras que debutó en el número dos en la lista Top Latin Albums y en el número uno en la lista Latin Pop Albums. Además, vendió 100 mil copias en Estados Unidos y Puerto Rico.
Se lanzaron tres sencillos de Gran City Pop. El sencillo principal, "Causa Y Efecto", alcanzó el puesto número uno en las listas latinas de Estados Unidos, la lista general de México y la lista airplay en España. El sencillo posterior "Ni Rosas Ni Juguetes" también fue un éxito en América Latina, y "Algo De Ti" en general tuvo un desempeño inferior en las listas, pero el video musical fue un éxito en la candeas musicales de televisión. Para promover aún más el álbum, Rubio se embarcó en el Gran City Pop Tour en 2009.

## Sencillos
«Causa y Efecto», el sencillo principal de Gran City Pop, se estrenó el 30 de marzo en las radios y el 1 de abril en todo el mundo. Tuvo buena recepción de la crítica musical, quienes consideraron la canción como un tema fresco y enérgico. Comercialmente gozó de gran éxito en las listas musicales más importantes de Latinoamérica, alcanzando la posición número uno en las listas Hot Latin Songs y Latin Pop Airplay de Billboard. 
El 17 de agosto se estrenó el segundo sencillo del álbum, «Ni Rosas Ni Juguetes», un track que combina elemento de la ranchera y el hip-hop en clave pop que también tuvo un buen desempeño en las listas, logrando entrar al top ten del Hot Latin Songs y ocupando la posición número cinco en el ranking Latin Pop Airplay. 
«Algo De Ti», el tercer sencillo, se estrenó el 22 de marzo de 2010. Fue elegido por los fans de la cantante en su sitio web oficial, quedando casi empate con «La Danza Del Escorpión». Aunque fue uno de los temas más destacados de Gran City Pop, comercialmente no logró el mismo éxito que sus predecesores, apenas teniendo la oportunidad de entrar en el top 50 de España.
Otras canciones del álbum como «Enséñame» y «Más Que Amigo» no fueron estrenadas oficialmente como sencillos, pero fueron enviadas a algunas emisoras de radio en Latinoamérica, consiguiendo tener buena recepción. En Honduras, la primera alcanzó el puesto número seis, mientras que la segunda el número dos en la lista.

## Gira
Paulina se embarcó en su tour, "Gran City Pop Tour" el 18 de septiembre de 2009 en Primm, Nevada, para luego recorrer toda América.

## Lista de canciones

### Edición estándar
| Edición Estándar |                          |                                                |                     |          |
| Mundo            |                          |                                                |                     |          |
| #                | Título                   | Autor(es)                                      | Productor(es)       | Duración |
| 1                | "Causa y efecto"         | Mario Domm & Mónica Vélez                      | Cachorro López      | 03:25    |
| 2                | "La danza del escorpión" | Fernando José Montesinos Guerrero              | Fernando Montesinos | 03:11    |
| 3                | "Enséñame"               | Paulina Rubio, Estéfano & David Cabrera        | Chris Rodríguez     | 03:39    |
| 4                | "Melodía de tu alma"     | Paulina Rubio & Estéfano                       | Chris Rodríguez     | 03:58    |
| 5                | "Más que amigo"          | Paulina Rubio, Estéfano & David Cabrera        | Chris Rodríguez     | 03:43    |
| 6                | "Ni rosas ni juguetes"   | Claudia Brant, Noel Schajris & Gianmarco       | Cachorro López      | 03:15    |
| 7                | "Amanecí sin ti"         | Ileana Padrón, Fernando Osorio & Andrés Levín  | Cachorro López      | 03:30    |
| 8                | "Algo de ti"'            | Paulina Rubio, Rafael Vergara & Mauricio Gasca | Lester Méndez       | 04:05    |
| 9                | "A contraluz"            | Paulina Rubio & Rafael Vergara                 | Lester Méndez       | 03:58    |
| 10               | "Escaleras de arena"     | Mario Domm & Mónica Vélez                      | Lester Méndez       | 02:41    |

## Posicionamiento en las listas musicales

### Semanales y mensuales
| Argentina      | CAPIF Top 20     | 7  |
| Chile          | Top 10           | 44 |
| Colombia       | —                | 1  |
| España         | Álbumes Top 100  | 3  |
| Estados Unidos | Billboard 200    | 62 |
| Estados Unidos | Top Latin Albums | 2  |
| Estados Unidos | Latin Pop Albums | 1  |
| México         | Amprofon top 100 | 2  |

## Certificaciones
| Territorio | Organismo certificador | Ventas certificadas | Simbolización | Ref.                        |
| ---------- | ---------------------- | ------------------- | ------------- | --------------------------- |
| Colombia   | ASINCOL                | 10 000              | ●             | [ 6 ] [ 10 ]                |
| España     | Promusicae             | 50 000              | ▲+●           | [ 11 ] [ 12 ] [ 13 ] [ 12 ] |
| México     | Amprofon               | 30 000              | ▲             | [ 11 ] [ 12 ] [ 14 ]        |